# OPN1LW
OPN1LW, crveno-senzitivni opsin, je protein koji je kod ljudi kodiran OPN1LW genom.
Ovaj gen kodira pigment iz familije opsina koji apsorbuje svetlost. On se naziva crveni fotopigment kupastih ćelija, ili opsin senzitivan na dugačke talasne dužine. Opsini su grupa G-protein spregnutih receptora sa sedam transmembranskih domena, ekstracelularnim N-terminusnim domenom, i citosolnim C-terminusom. Ovaj gen i opsinski geni srednjih-talasnih dužina su grupisani na X hromozomu. Česte neravnomerne rekombinacije i konverzije gena se mogu javiti između tih sekvenci. X hromozomi mogu da imaju spajanja gena opsina srednje i duge talasne dužine, ili višestruke kopije tih gena. Defekti ovog gena su uzrok parcijalne slepoće za boje.

## Literatura
1. 1 2  „Entrez Gene: OPN1LW opsin 1 (cone pigments), long-wave-sensitive (color blindness, protan)”.

## Dodatna literatura
- Applebury ML, Hargrave PA (1987). „Molecular biology of the visual pigments.”. Vision Res. 26 (12): 1881—95. PMID 3303660. doi:10.1016/0042-6989(86)90115-X.
- Winderickx J; Lindsey DT; Sanocki E;  . (1992). „Polymorphism in red photopigment underlies variation in colour matching.”. Nature. 356 (6368): 431—3. PMID 1557123. doi:10.1038/356431a0.
- Dietrich A, Korn B, Poustka A (1992). „Completion of the physical map of Xq28: the location of the gene for L1CAM on the human X chromosome.”. Mamm. Genome. 3 (3): 168—72. PMID 1617223. doi:10.1007/BF00352462.
- Arveiler B, Vincent A, Mandel JL (1989). „Toward a physical map of the Xq28 region in man: linking color vision, G6PD, and coagulation factor VIII genes to an X-Y homology region.”. Genomics. 4 (4): 460—71. PMID 2501212. doi:10.1016/0888-7543(89)90269-3.
- Nathans J, Thomas D, Hogness DS (1986). „Molecular genetics of human color vision: the genes encoding blue, green, and red pigments.”. Science. 232 (4747): 193—202. PMID 2937147. doi:10.1126/science.2937147.
- Adams MD; Kerlavage AR; Fleischmann RD;  . (1995). „Initial assessment of human gene diversity and expression patterns based upon 83 million nucleotides of cDNA sequence.”. Nature. 377 (6547 Suppl): 3—174. PMID 7566098. doi:10.1038/377003a0.
- Li ZY, Kljavin IJ, Milam AH (1995). „Rod photoreceptor neurite sprouting in retinitis pigmentosa.”. J. Neurosci. 15 (8): 5429—38. PMID 7643192.
- Chen J; Tucker CL; Woodford B;  . (1994). „The human blue opsin promoter directs transgene expression in short-wave cones and bipolar cells in the mouse retina.”. Proc. Natl. Acad. Sci. U.S.A. 91 (7): 2611—5. PMC 43419 . PMID 8146162. doi:10.1073/pnas.91.7.2611.
- Nathans J; Maumenee IH; Zrenner E;  . (1993). „Genetic heterogeneity among blue-cone monochromats.”. Am. J. Hum. Genet. 53 (5): 987—1000. PMC 1682301 . PMID 8213841.
- Ladekjaer-Mikkelsen AS, Rosenberg T, Jørgensen AL (1996). „A new mechanism in blue cone monochromatism.”. Hum. Genet. 98 (4): 403—8. PMID 8792812. doi:10.1007/s004390050229.
- Ferreira PA, Nakayama TA, Pak WL, Travis GH (1996). „Cyclophilin-related protein RanBP2 acts as chaperone for red/green opsin.”. Nature. 383 (6601): 637—40. PMID 8857542. doi:10.1038/383637a0.
- Voegel JJ; Heine MJ; Tini M;  . (1998). „The coactivator TIF2 contains three nuclear receptor-binding motifs and mediates transactivation through CBP binding-dependent and -independent pathways.”. EMBO J. 17 (2): 507—19. PMC 1170401 . PMID 9430642. doi:10.1093/emboj/17.2.507.
- Zhao Z, Hewett-Emmett D, Li WH (1998). „Frequent gene conversion between human red and green opsin genes.”. J. Mol. Evol. 46 (4): 494—6. PMID 9541545. doi:10.1007/PL00013147.
- Nakayama TA, Zhang W, Cowan A, Kung M (1999). „Mutagenesis studies of human red opsin: trp-281 is essential for proper folding and protein-retinal interactions.”. Biochemistry. 37 (50): 17487—94. PMID 9860863. doi:10.1021/bi982077u.
- John SK, Smith JE, Aguirre GD, Milam AH (2000). „Loss of cone molecular markers in rhodopsin-mutant human retinas with retinitis pigmentosa.”. Mol. Vis. 6: 204—15. PMID 11063754.
- Ueyama H; Kuwayama S; Imai H;  . (2002). „Novel missense mutations in red/green opsin genes in congenital color-vision deficiencies.”. Biochem. Biophys. Res. Commun. 294 (2): 205—9. PMID 12051694. doi:10.1016/S0006-291X(02)00458-8.
- Fitzgerald KA; Rowe DC; Barnes BJ;  . (2003). „LPS-TLR4 signaling to IRF-3/7 and NF-kappaB involves the toll adapters TRAM and TRIF.”. J. Exp. Med. 198 (7): 1043—55. PMC 2194210 . PMID 14517278. doi:10.1084/jem.20031023.
- Long J; Wang G; Matsuura I;  . (2004). „Activation of Smad transcriptional activity by protein inhibitor of activated STAT3 (PIAS3).”. Proc. Natl. Acad. Sci. U.S.A. 101 (1): 99—104. PMC 314145 . PMID 14691252. doi:10.1073/pnas.0307598100.
- Ross MT; Grafham DV; Coffey AJ;  . (2005). „The DNA sequence of the human X chromosome.”. Nature. 434 (7031): 325—37. PMC 2665286 . PMID 15772651. doi:10.1038/nature03440.